# Loris Dominissini
Loris Dominissini (Udine, 19 november 1961 – San Vito al Tagliamento, 4 juni 2021) was een Italiaanse voetballer die na zijn carrière als voetbaltrainer aan de slag ging. Hij werd in 2011 aangesteld als hoofdcoach van RCS Visé, op dat moment actief in de Belgische tweede klasse.
Dominissini overleed op 59-jarige leeftijd aan de gevolgen van COVID-19.

## Spelerscarrière
- 1980-1981 Udinese Calcio
- 1981-1982 US Triestina
- 1982-1983 Pordenone Calcio
- 1983-1985 Udinese Calcio
- 1985-1986 ACR Messina
- 1986-1993 AC Reggiana 1919

## Trainerscarrière
- 1999-2002 Como Calcio 1907
- 2003-2004 Ascoli Calcio 1898
- 2004-2005 Spezia Calcio 1906
- 2006-2006 Udinese Calcio
- 2006-2007 Pro Patria Calcio
- 2009-2010 AC Reggiana 1919
- 2011-2012 RCS Visé
- 2014 Lumignano